# Sender Wöbbelin
Der Sender Wöbbelin war eine Sendeanlage (kurz Sender) für Mittelwellenrundfunk in Wöbbelin südlich von Schwerin. Sie befand sich in östlicher Ortsrandlage an der nach Neustadt-Glewe führenden Landesstraße 71. An den Sender erinnern heute die verbliebenen denkmalgeschützten Funkamtsgebäude und die für die Mitarbeiter des Funkamts errichtete Funkamtsiedlung.

## Geschichte
Die Sendeanlage wurde bis 1953 mit zwei 120 Meter hohen Sendemasten erbaut, die von einem demontierten 250 Meter hohen Sendemast aus Königs Wusterhausen stammten. Am 13. Oktober 1953 begann die Ausstrahlung des Senders Berlin III mit einer Leistung von 250 kW auf der Mittelwellenfrequenz 728 kHz.
Später (ca. 1963) wurde eine Dreieckflächenantenne für eine zweite Mittelwellenfrequenz errichtet.
1954 entstanden die Funkamtsgebäude auf dem Gelände des Senders. 1958 wurde am Funkamt mit der Errichtung einer Wohnsiedlung, zunächst bestehend aus fünf zweigeschossigen Wohnblöcken, begonnen. 1959 entstand am Funkamt eine Schule, die nach der 1994/95 erfolgten Errichtung des neuen Schulgebäudes im Ort abgerissen wurde. Im November 1972 setzte man einen der beiden Sendemasten mittels Hubschrauber um.
1990 wurden die beiden Sendemasten durch zwei neue gleicher Höhe ersetzt. Das Funkamtsgelände ging 2003 an einen privaten Investor.
Seit dem Inkrafttreten des Genfer Wellenplans 1978 wurde auf der Frequenz 576 kHz das Programm Radio DDR I mit einer Leistung von 250 kW ausgestrahlt. Dies verursachte vor allem abends massive Interferenzen mit dem auf gleicher Frequenz arbeitenden Sender Mühlacker des Süddeutschen Rundfunks in Baden-Württemberg. Auf der Frequenz 999 kHz wurde mit einer Leistung von 20 kW der Berliner Rundfunk ausgestrahlt. Nach der Wende wurde die Frequenz 576 kHz bis 1994 von NDR 4 und ab Juni 2000 von Megaradio übernommen, bis dieses Programm seinen Sendebetrieb am 4. April 2003 einstellen musste, die Frequenz 999 kHz wurde vom Talkradio genutzt.
Nach der Einstellung des Sendebetriebs wurden die Masten am 25. November 2005 gesprengt.